# Norwich Terrier
Pour les articles homonymes, voir Norwich (homonymie).
Le Norwich Terrier ou « Terrier de Norwich » est une race de chiens originaire la Grande-Bretagne,. Apparenté aux terriers, le Norwich Terrier est un chien de petite taille assez rustique. Il est plein de vie mais est aussi assez têtu. 
Utilisé pour la chasse aux renards ou au blaireaux, il était aussi élevé pour chasser et tuer les rongeurs,.

## Historique
À la fin du XIXe siècle, en Angleterre, F. Jones, maître de chenil, aurait créé le Norwich terrier à partir de chiens locaux. La race serai le résultat du « mélange » du Glen of Imaal Terrier, du Cairn Terrier du Dandie Dinmont Terrier... dans le but de traquer les renards, blaireaux et lapins dans des galeries. Plutôt intrépide, il n'hésitait pas à entrer dans les terriers pour y déloger ses habitants. Il disparut après la Seconde Guerre mondiale, toutefois, de savants croisements avec d'autres races de terriers permirent à cette race de renaître. Jusque vers le milieu du 19e siècle, le Norwich Terrier n'était pas clairement distingué du Norfolk Terrier. Tous 2 sont originaires de la même région en Angleterre, et sont physiquement quasi identique à la différence du ports de leurs oreilles; Le Norwich terrier a les oreilles dressées tandis que celles du Norfolk sont semi-tombantes. Maintenant principalement utilisé  comme chien de compagnie et d'exposition. Il a été intégré au registre du Kennel Club anglais en 1932. Il a été reconnu à titre définitif par la Fédération Cynologique Internationale (FCI) le 16 octobre 1954.

## Description

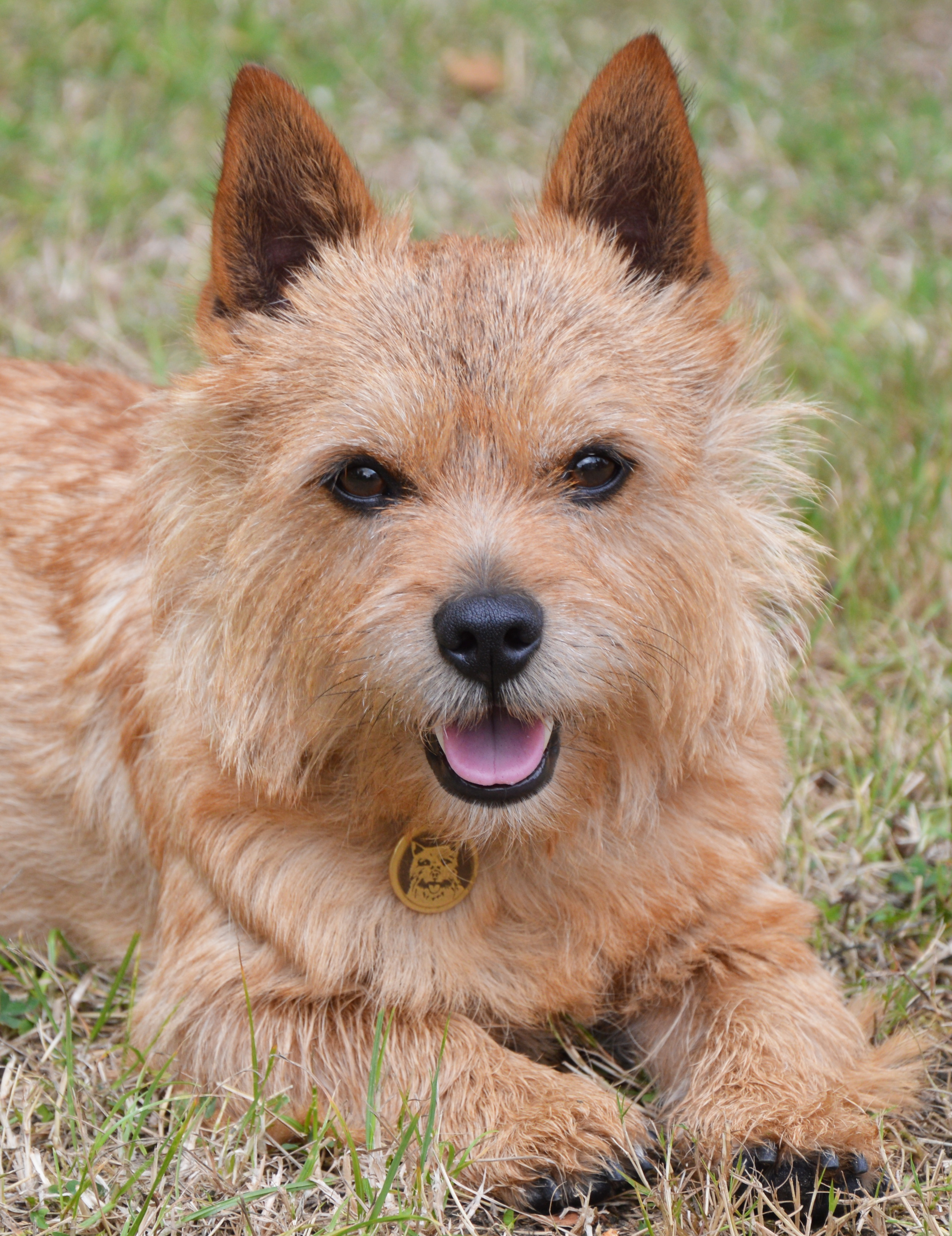
Portrait de Norwich Terrier.

### Apparence physique

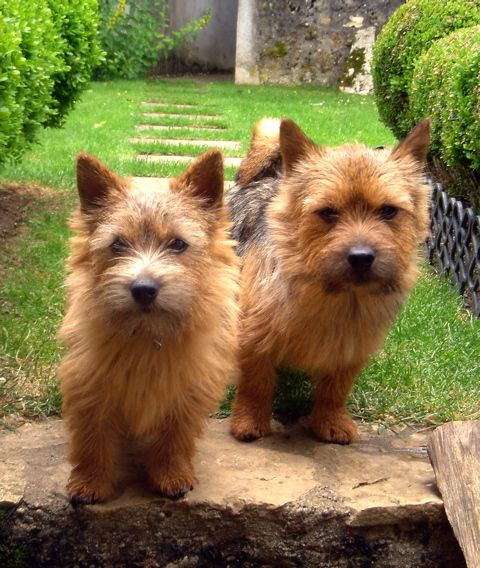
Deux Norwich Terriers de robes rousse (à gauche) et noir et brun (à droite).

Le Norwich Terrier est un petit chien trapu bas sur pattes, ardent, ramassé, solide au museau de renard. Il a le crâne large et légèrement arrondi avec un stop bien marqué. Il a des oreilles droites, bien écartées et pointues à l'extrémité. Il a de petits yeux ovales de couleur foncée. Il a le dos court et la poitrine bien descendue. Sa queue, est droite avec un port enjoué. Chez certains chiens, la queue peut-être moyennement écourtée.
La taille idéale est de 23,4 cm à 27,4 cm au garrot.

La couleur de sa robe peut-être froment, rouge, noire et feu ou grisonnée.

### Aptitudes
Il possède une sensibilité auditive très développée qui en fait un bon chasseur.  

Le Norwich Terrier est une race robuste face aux maladies, mais la femelle peut avoir quelques difficultés à mettre bas. Il vit en moyenne de 12 à 14 ans. 

## Hybrides et races proches
L'espèce est probablement issue de croisements entre l'Irish Terrier et le Yorshire Terrier.
En 1930, le Norwich Terrier et le Norfolk Terrier sont une race unique composée de spécimens à oreilles dressées et d'autres à oreilles tombantes. En 1964, la race est séparée en deux distinctes, les Norwich Terriers avec les oreilles droites, les Norfolk Terriers avec les oreilles tombantes.
Le Norwich Terrier est parfois confondu avec le Cairn Terrier.

## Caractère

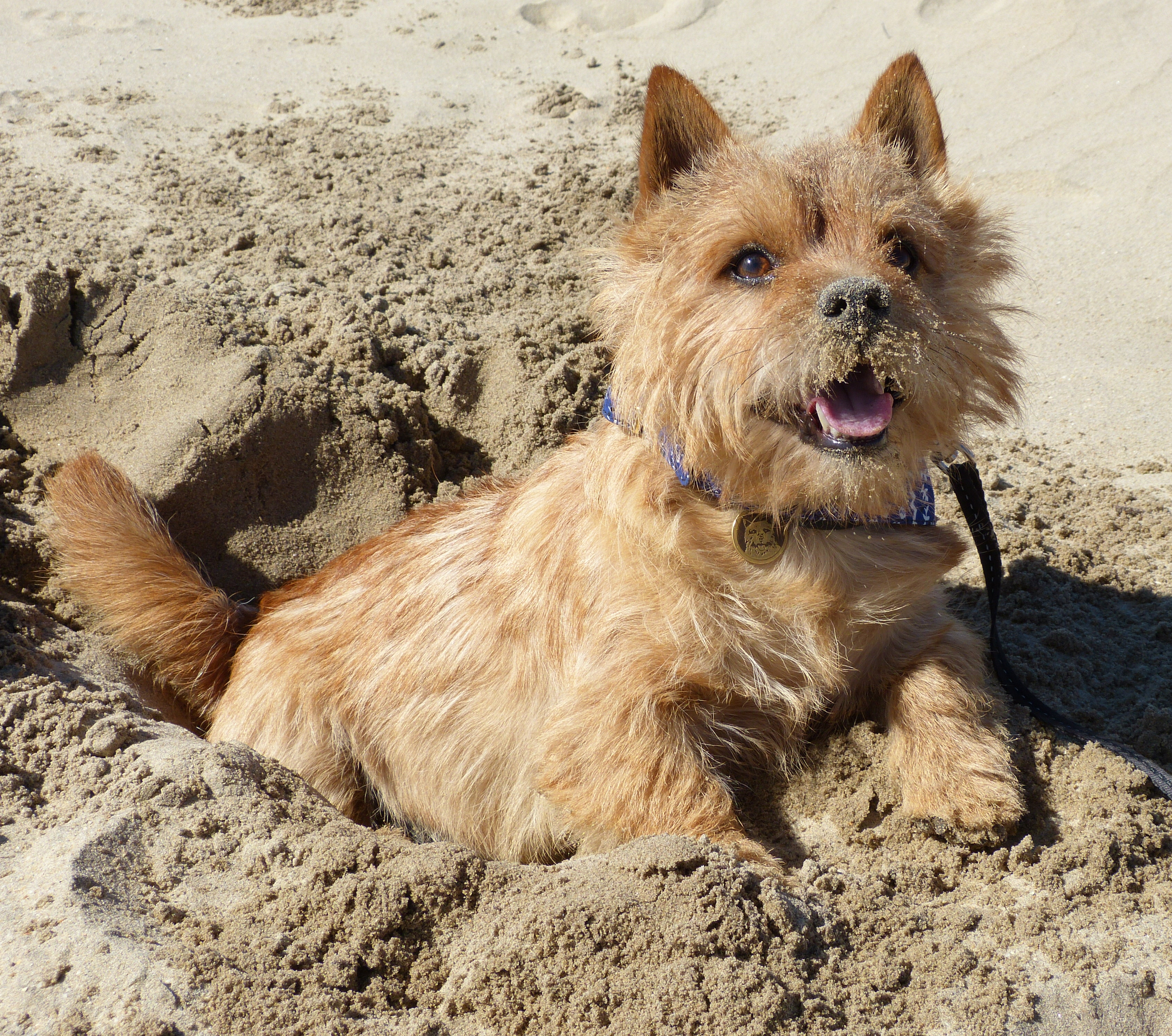
Norwich Terrier dans un trou qu'il a creusé.

Rustique, robuste, courageux et fier; c'est un chien vif, fougueux, curieux et joueur. Il a un fort caractère et peut se montrer très têtu. Sociable, c'est un compagnon affectueux et il est très gentil notamment avec les enfants. 
Il peut se montrer possessif avec sa nourriture.
De par son origine, le Norwich Terrier aime creuser.

## Utilisation
À l'origine utilisé pour la chasse aux renards ou au blaireaux, il était aussi élevé pour chasser et tuer les rongeurs,.
De nos jours c'est un excellent chien de compagnie. Il est également un excellent chasseur de petits rongeurs dans les jardins.
Il peut aussi faire un bon chien de garde. 

## Reproduction et développement

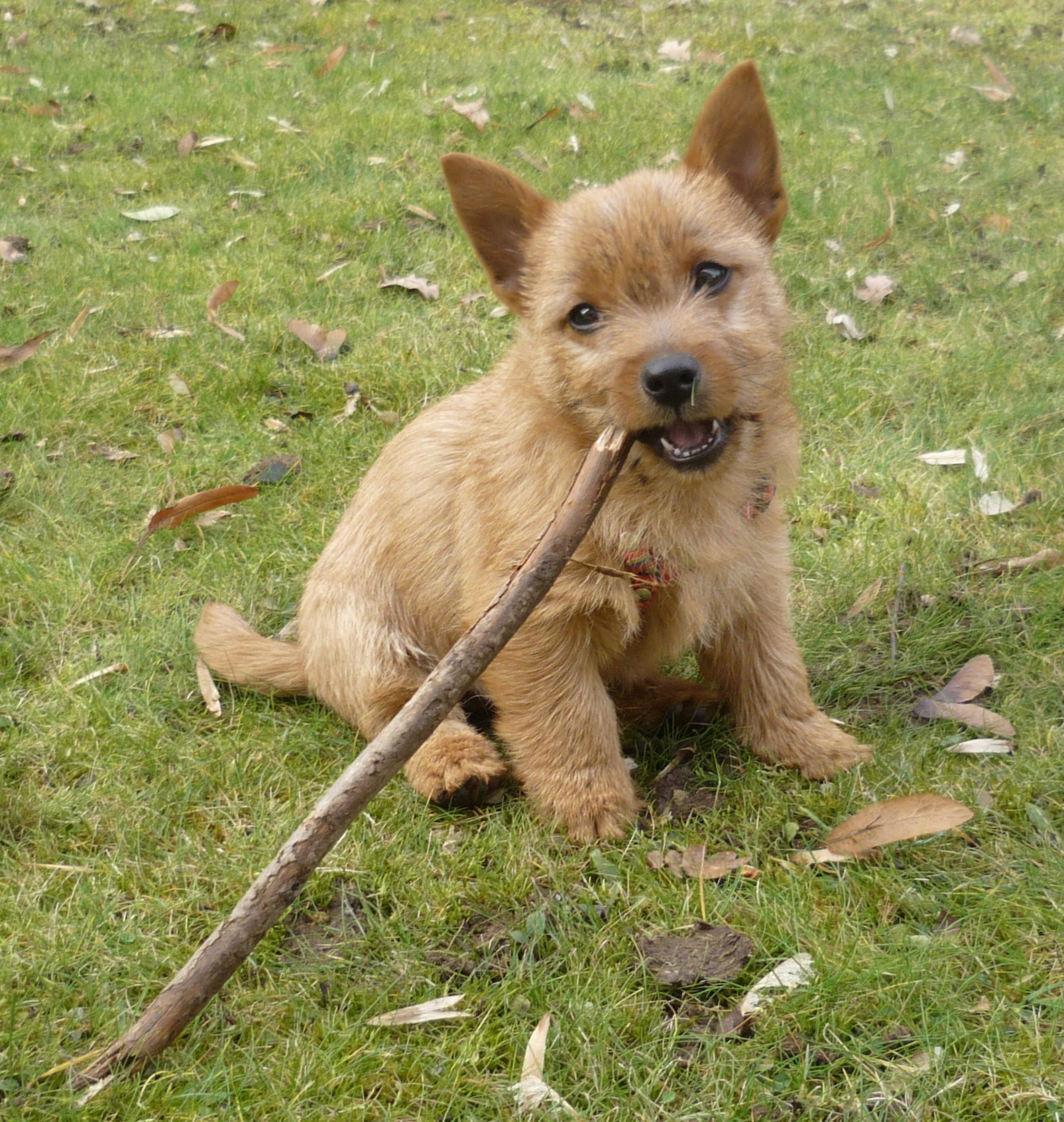
Chiot Norwich Terrier de 3 mois mordillant un bâton.

La durée de gestation du Norwich Terrier est de 63 jours. Les femelles ont des petites portées et des difficultés à mettre bas, ce qui explique que la race soit assez rare.

## Entretien
Chez le Norwich Terrier, le toilettage consiste à lui donner une apparence nette, naturelle et élégante tout en restant peu visible afin que le chien garde son apparence rustique.

Le Norwich Terrier fait partie des races de chien qui s'épilent. L'épilation consiste à enlever le sous-poil mort de l'animal. Cette technique ne fait pas souffrir le chien. Plus le poil du chien est dur, moins l'épilation complète est nécessaire. Avec un poil dur, un brossage quotidien et l'enlèvement des poils trop long avec un couteau à épiler deux à trois fois par semaine est suffisant .

## Le Norwich Terrier dans la culture
- Norwich Terrier, pastel de l'artiste britannique Neil Forster[5].